# Парламентские выборы в Гайане (2001)
Парламентские выборы в Гайане прошли 19 марта 2001 года. На них избиралось 65 депутатов Национальной ассамблеи Гайаны. Явка составила 91,7 %.

## Избирательная система
Национальная ассамблея Гайаны состоит из 65 членов, которые избираются на пятилетний срок по системе пропорционального представительства. Из них 40 мест распределяются по партийным спискам от единого общенационального округа, а 25 мест — по 10 многомандатным избирательным округам. Места распределяются по методу наибольшего остатка. За проведение выборов отвечает Избирательная комиссия Гайаны. Кандидат от партии с наибольшим количеством мест в Национальной ассамблее становится президентом страны.

## Результаты
| Партия                                           | Голосов | %    | Мест | +/-   |
| ------------------------------------------------ | ------- | ---- | ---- | ----- |
| Народная прогрессивная партия                    | 210 013 | 53,0 | 34   | +5    |
| Народный национальный конгресс                   | 165 866 | 41,8 | 27   | +5    |
| Партия действия Гайаны — Союз трудящегося народа | 9451    | 2,4  | 2    | +1    |
| Поднимись, организуй и перестрой Гайану (ROAR)   | 3695    | 0,9  | 1    | новая |
| Объединённая сила                                | 2904    | 0,7  | 1    | 0     |
| Справедливость для всех                          | 2825    | 0,7  | 0    | 0     |
| Гайанская демократическая партия                 | 1345    | 0,3  | 0    | 0     |
| Альянс Национальный фронт                        | 417     | 0,1  | 0    | новая |
| Недействительных/пустых бюллетеней               | 7218    | -    | -    | -     |
| Всего                                            | 403 734 | 100  | 65   | +12   |
| Зарегистрированных избирателей/ Явка             | 440 185 | 91,7 | -    | -     |
| Источник: Nohlen                                 |         |      |      |       |